# 왕궁의 불꽃놀이 음악

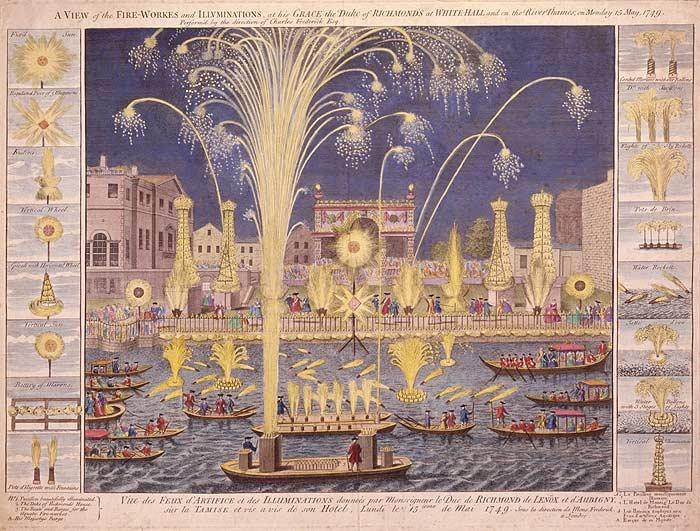
1749년 5월 15일 월요일에 템스 강과 리치먼드 공작의 화이트홀에서 열린 불꽃놀이와 조명 광경. 찰스 프레드릭의 감독으로 공연되었다.

《왕궁의 불꽃놀이 음악》(王宮의─音樂, Music for the Royal Fireworks, HWV 351번)은 1749년 조지 프리드릭 핸델이 작곡한 모음곡으로, 1749년 4월 27일 런던의 그린 파크에서 불꽃놀이를 열기 위하여 영국의 조지 2세 국왕이 요청하여 만든 음악이다. 이때 불꽃놀이 행사는 1748년 오스트리아 왕위계승전쟁이 종식되고 엑스라샤펠 조약이 체결되었음을 축하하기 위해 알렸다.
연주 악사들은 극장 설계자인 세르반도니가 고안한 특별 건물에서 연주를 하였다. 이 음악은 토머스 드굴리에(Thomas Desguliers)가 계획한 왕궁 불꽃놀이 행사의 배경 음악이었다. 그러나 음악에 비해 불꽃놀이는 제대로 성공하지 못하였는데, 폭죽이 조지 2세의 부조가 무너지고 난 뒤 거대한 목조 건물에 불이 붙었기 때문이었다. 그러나 왕궁의 불꽃놀이 음악은 행사 6일 전인 4월 21일에 벅스홀 가든에서 리허설을 해 사람들이 보는 가운데 공연한 바 있었다. 1만 2천 명이 넘는 사람들이 각자 2실링 6펜스를 내고 공연에 몰려들어, 당시 새로이 건설했던 런던 다리의 중앙 아치가 무너져 강을 건널 수 없게 되어 이곳으로 가는 주요 도로가 마차로 3시간 동안 교통 정체를 일으켰다.
출판 당시 헨델은 이 곡을 서곡으로 내놓길 바랐으나, 왕실에서는 인기 없던 조약과 군주를 위한 선전 수단으로 삼고자 이 곡을 "왕궁의 불꽃놀이 음악"이라고 명명하도록 하였다.

## 악기 편성
- 오보에24
- 바순12
- 콘트라바순
- 자연 트럼펫9
- 자연 호른9
- 팀파니 세 쌍
- 현악기(관현악곡판에서는 바이올린, 비올라, 첼로, 더블베이스가 관악기와 같은 선율을 연주)

## 곡 구성
| 왕궁의 불꽃놀이 제1번 서곡 |
|                            |
|                            |

| 왕궁의 불꽃놀이 제2번 부레 |
|                            |
|                            |

| 왕궁의 불꽃놀이 제3번 평화 |
|                            |
|                            |

| 왕궁의 불꽃놀이 제4번 레쥐상스 |
|                                |
|                                |

| 왕궁의 불꽃놀이 제5번 미뉴에트 |
|                                |
|                                |